# بالامينر
بالامينر (بالإنجليزية: Palamaner)‏ هي مدينة وبلدية تقع في مقاطعة جيتور في ولاية أندرا برديش بالهند. تقع على بعد 39 كم من شيتور و126 كم من بنغالور. كما تقع على مستوى 683 مترًا فوق سطح البحر.

## السكان
يبلغ عدد سكانها 54035 نسمة، وفقًا لتعداد 2011؛ بينهم 26580 من الرجال و27455 من النساء. ونظرًا لقربها من حدود ولايتي كارناتاكا وتاميل نادو، فإن السكان يتمعون بامتزاج الثقافات.

## السياسة
بالامينر هي إحدى دوائر الجمعية الانتخابية في ولاية أندرا برديش.

## التعليم
تُوفر المدارس الحكومية والمدعومة والخاصة التعليم الابتدائي والثانوي تحت إدارة التعليم المدرسي في الولاية.